# Kenema
Kenema je město ve vnitrozemí Sierry Leone ležící 300 kilometrů východojihovýchodně od metropole Freetownu v pahorkatině Kambui Hills. Je správním centrem stejnojmenného distriktu a se zhruba 200 000 obyvateli druhým nejlidnatějším městem v zemi. Většinu obyvatel tvoří Mendové, město patří dlouhodobě k baštám Sierraleonské lidové strany. 
Hlavními ekonomickými odvětvími jsou těžba diamantů, dřevozpracující průmysl a pěstování kakaovníku. Kenema je centrem regionálního školství a má vlastní letiště i nemocnici. Okolní oblast je často sužována horečkou Lassa.
Sídlí zde prvoligový fotbalový klub Kamboi Eagles, místním rodákem je Mohamed Kallon, známý z působení v Interu Milán.